# Ivanečka Željeznica
Ivanečka Željeznica falu Horvátországban Varasd megyében. Közigazgatásilag Ivanechez tartozik.

## Fekvése
Varasdtól 16 km-re délnyugatra, községközpontjától 6 km-re keletre, a Bednja-folyó jobb partján fekszik.

## Története
Lakosságát csak 1900-óta számlálják önállóan, akkor 13 lakosa volt. 1920-ig Varasd vármegye Ivaneci járásához tartozott. 2001-ben 77 háztartása és 272 lakosa volt. 